# Suite romanesque
Pour un article plus général, voir Série de livres.
Ne pas confondre avec roman-fleuve, ni avec saga, ni avec cycle littéraire
 (octobre 2024).
Si vous disposez d'ouvrages ou d'articles de référence ou si vous connaissez des sites web de qualité traitant du thème abordé ici, merci de compléter l'article en donnant les références utiles à sa vérifiabilité et en les liant à la section « Notes et références ».
Une suite romanesque ou cycle romanesque est en littérature un ensemble d'écrits liés entre eux par les lieux ou par les personnages romanesques. Les opus respectent une chronologie souvent espacée dans le temps (quelques mois, plusieurs années ou décennies). L'auteur de ces ouvrages (romans, nouvelles, etc.) les insère soit dans un cycle aux ouvrages qui peuvent être lus de manière distincte, soit dans une série ou saga, soit dans une « suite romanesque » proprement dite, ou encore dans un simple recueil, s'il s'agit de nouvelles. 
Dans certains cas, ces suites sont formées par les volets chronologiques d'un roman historique dont la trame s'étale sur une période de plusieurs années, décennies ou siècles, comme les célèbres séries des Rois maudits.
Il peut parfois arriver qu'une suite romanesque résulte d'un premier opus romanesque qui, ayant été un succès de librairie, a ensuite fait l'objet d'une suite en un ou plusieurs volumes. Dans d'autres cas, l'auteur publie les tomes d'une histoire dont le nombre de tomes était fixé dès le début.